# 생림면
생림면(生林面)은 대한민국 경상남도 김해시의 면이다. 김해 시청에서 15km지점에 위치하고 임야가 63%를 점하는 산간 지역이다. 농업을 주업으로 하고 딸기재배, 한우사육 등 축산농가가 많고 농공단지 2개소 및 관내 310개 중소기업체가 가동 중이며, 농업문화의 영향을 받은 토착민으로 온화한 정서에 마을단위 집성촌을 이루고 있으나 지속적인 공장유입이 이루어지고 있으며, 국도 제58호선 및 대구부산고속도로를 통해 향후 교통의 요충지로 변모될 것을 기대하고 있다.

## 연혁
- 조선후기 마현고개 북쪽은 이작, 그 아래쪽은 일작, 생철과 봉림의 이름을 합하여 생림면이 되었음.
- 1914년 지역분리로 안양리가 생겨 9개리가 되었으며 하북면 용덕리 일부와 밀양군 하남면 삼랑리 일부가 병합
- 1982년 4월 생림면 봉림리 642번지 면청사 신축 이전
- 1983년 2월 5일 금곡리와 생림리의 장재마을이 한림면으로 이속되어 8개리가 되었음.

## 행정 구역
- 나전리
- 도요리
- 마사리
- 봉림리
- 사촌리
- 생림리
- 생철리
- 안양리

## 학교
- 생림초등학교 (봉림리)
- 이작초등학교 (생철리)
  - 도요분교 (폐교) - 생림면 안양로274번길 397 (도요리)
- 나전초등학교 (폐교) - 생림면 생림대로259번길 115 (나전리, 現 경남기술과학고등학교)
- 생림중학교 (생철리)